# Fūna Nakayama
Fūna Nakayama (中山 楓奈?, Nakayama Fūna; Toyama, 17 giugno 2005) è una skater giapponese, vincitrice della medaglia di bronzo nello street ai Giochi olimpici di Tokyo 2020.

## Carriera
Nata a Toyama, si appassiona al mondo dello skateboard all'età di otto anni.
Inizia la propria carriera nel maggio 2018 partecipando ai campionati nazionali di skateboard di Tokyo. L'anno seguente si classifica 6ª allo Street League Skateboarding Tour di Londra. 
Nel giugno 2021, grazie al ranking attribuitole dalla World Skate, ottiene l'accesso alle Olimpiadi di Tokyo 2020, la prima edizione dei Giochi olimpici estivi a includere lo skateboarding. Dopo un primo posto nella semifinale di qualificazione, nella finale si fregia della medaglia di bronzo con un punteggio di 14,49, alle spalle della connazionale Nishiya (15,26) e della brasiliana Leal (14,64). Quello delle tre skater è il podio olimpico più giovane di sempre, con un'età totale di 42 anni.